# 히스패닉

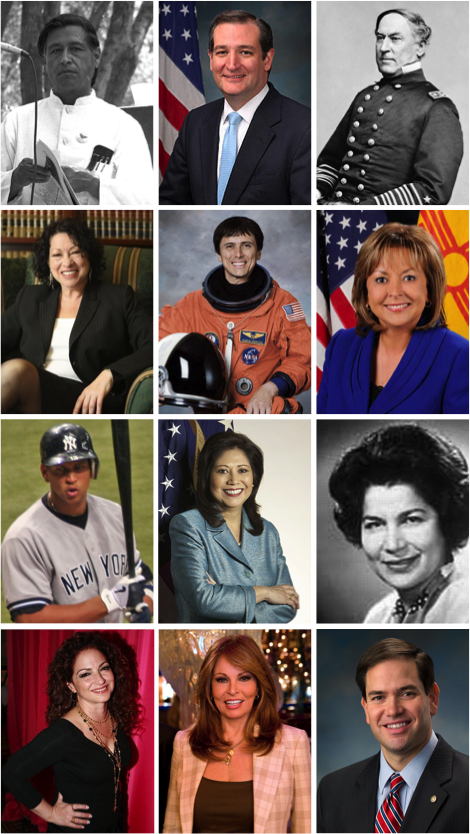
히스패닉 인물들
(첫째 줄: 세자르 차베스, 테드 크루즈, 데이비드 패러거트, 둘째 줄: 소니아 소토마요르, 프랭클린 창 디아스, 수재나 마르티네스, 셋째 줄: 알렉스 로드리게스, 힐다 솔리스, 로마나 아코스타 바뉴엘로스, 넷째 줄: 글로리아 에스테판, 라켈 웰치, 마코 루비오)

히스패닉(영어: Hispanic, 스페인어: hispano 또한 hispánico, 이베리아반도의 라틴어 명칭 Hispānia의 형용사형 Hispānus에서 유래)은 역사적으로 고대 이베리아반도와 그 사람들을 일컫는 명칭이었다. 이들은 스페인어로는 Hispano, 포르투갈어로는 Hispânico라고 한다. 또 라틴 아메리카에서 왔다고 해서 라티노(latino)라 불리기도 하지만 '히스패닉'과 '라티노'가 반드시 완전히 일치하지는 않는다. 포르투갈어를 쓰는 이들은 히스패닉으로 불리지 않으며, 라틴 아메리카에서 온 사람들을 총 통틀어서 ‘라티노’라고 부른다.
에스파냐의 여왕 이사벨과 아라곤 왕국의 왕 페르난도의 혼인이 1469년에 이루어지기 전에 이베리아반도에는 4개의 기독교 왕국(포르투갈, 아라곤, 카스티야-레온 왕국, 나바라 왕국)이 존재했다. 이들을 통틀어 부르는 용법은 11세기 말엽 중세 프로방스 지역의 문헌에 처음 등장한다. 실제로 콘스탄츠 공의회에서 이들 네 왕국은 하나의 정체(政體- nación española)처럼 한 표를 행사했다.
히스파니아라는 용어는 이처럼 처음에 모든 이베리아의 기독교 국가를 뜻하는 단어였으나, 이 단어는 카스티야 아라곤 연합왕국(에스파냐 왕국)의 성립 이후에 포르투갈을 제외한 에스파냐를 가리키는 용어로 바뀌었다.
포르투갈은 합스부르크 왕가가 지배하는 이베리아 연합에서 완전히 분리된 1640년 이후부터 제외되었다.
1580년부터 1640년까지 에스파냐 왕은 "모든 히스파니아의 왕"으로 번역되는 Rex Omniae Hispaniae라는 라틴어 칭호를 사용했고 히스패닉이란 용어는 에스파냐와 그 사람 및 문화를 가리키는 용법으로 굳어졌다. 히스패닉이 에스파냐 왕국의 형용사로 굳어지면서 포르투갈 역시 대항의식에서 포르투갈의 영역과 겹치는 고대 로마의 주 이름인 루시타니아라는 이름을 채용했다.
대항해 시대로 인하여 에스파냐 왕국이 팽창하면서 에스파냐인들은 아메리카 대륙을 위시하여 전 세계로 퍼져나갔다. 특히 라틴 아메리카 지역에서 두드러진 에스파냐의 영향력(브라질을 제외한)은 오늘날에도 건재하다. 이에 따라 이들 에스파냐의 식민지배의 영향으로 혈통 및 문화적으로 관련이 깊은 라틴 아메리카 국가들의 국민들과 문화도 히스패닉의 범위에 포함되게 되었다.
원래는 스페인어를 사용하면서 미국에 거주하는 라틴 아메리카계의 미국 주민 또는 미국에 살고 있는 멕시코계 미국인과 푸에르토리코인을 가리키는 사람들로 한정되었으나, 중남미 여러 나라에서 정치 정세의 불안이나 빈곤 등으로 인하여 자기 나라를 빠져나와 미국에 밀입국하는 사람들이 많아지자 그들도 포함하게 되었다. 히스패닉은 중남아메리카 원주민들이나 흑인들과 섞이면서 많이 달라졌고, 미국에 이주하면서도 또 다른 독특한 문화를 형성해가고 있다.

## 미국의 히스패닉
오늘날 히스패닉이란 용어는 주로 미국에 거주하는 라틴 아메리카 출신자들을 가리키는 말로 쓰이고 있다. 미국의 인구 조사국 정의에 의하면 원래 히스패닉(Hispanic)이라는 용어는 미국 내에서 스페인어를 자신의 모국어로 말하는 모든 민족을 일컫는다. 2000년 인구 조사(census)에서 미국내 3,500만 명 이상이 ‘히스패닉’ 혹은 ‘라티노’로 구별되었으며, 특히 많은 한인이 살고 있는 LA에서 히스패닉은 깊게 자리잡고 있다.
현재 미국 제1의 인구는 백인이며, 2위 히스패닉, 3위 흑인이다. 아시아인과 미국 원주민이 그 뒤를 잇는다. 중남미계, 특히 히스패닉의 이민자의 수는 꾸준히 증가하는 추세이며, 흑인보다 더 많은 수를 차지한다. 2020년 미국 내 히스패닉 인구는 6100만 명에 달했다. 전체 인구 3억 3000만명 중 19%에 해당하며, 흑인(13%)보다 많은 숫자다.

## 히스패닉 이민자
히스패닉은 여러 중남미 국가에서 이민을 많이 오고 있는데 현재 히스패닉을 포함한 중남미계 이민자들이 정정(政情) 불안이나 빈곤을 피해 미국에 불법 입국하는 일이 잇따라 일어나고 있다. 끊이지 않는 불법 이주로 인해 중남미계의 인구 수가 흑인 인구 수를 월등히 뛰어 넘었다. 히스패닉의 불법 이주는 정치적 문제를 야기시킨다. 인구가 증가하면서 투표 등의 참정권이 늘고, 이것이 정치력 신장으로 이어지는 게 순서이다. 그런데 히스패닉 인구는 크게 늘고 있으면서도 투표율은 저조한 상태다. 미국 대통령 선거에서 흑인 투표율이 60% 그리고 비 히스패닉 백인계 투표율이 67%를 차지한데 반해 히스패닉 투표율은 47%에 불과했다. 이같은 현상은 불법 체류 인구가 많은 부분을 차지하고 있기 때문인 것으로 나타났다.

## 히스패닉 특징
히스패닉이 가지는 특징으로는 출산율이 높고 영어를 잘 사용하지 않는다는 것이다. 먼저 높은 출산율로 인해 히스패닉 인구 증가 요인에서 출산이 이민을 앞질렀다는 점을 들 수 있다. 미국내 히스패닉 출산 규모가 이민 숫자를 상회하기 시작했고, 새로 태어난 히스패닉 인구는 미국에 거주함으로써 미국내에서 큰 증가세를 보이던 히스패닉인이 흑인을 제치고 미국 최대의 소수 인종이 되는 결과를 가져왔다.
두 번째 특징은 히스패닉인 중에는 영어를 모르고 스페인어만을 사용하는 사람이 많다는 점이다. 이들은 미국 사회에 융합하려는 다른 소수 민족과 다르다. 이러한 사실은 특히 멕시코와 국경을 접한 텍사스주 및 캘리포니아주에서 영어도 모르는 이들의 교육이나 취직을 위해 세금을 낭비해야 한다는 점에서 시민들의 반대를 불러일으키고 있다.

## 히스패닉 파워[1]
2009년 미국 역사상 최초로 히스패닉 대법관이 탄생했다. 히스패닉 인물로는 처음 대법관 후보에 지명된 54살 소토마요르 판사는 푸에르토리코 이민자의 딸로 아메리칸 드림을 이뤄낸 전형적인 인물이다. 소토마요르 판사가 상원의 인준을 받으면 여성으로서는 3번째, 히스패닉계로는 미국 최초로 대법관직에 오르는 인물로 기록된다.
이 같은 ‘히스패닉 파워’의 뿌리는 미국 내에서 급증하는 히스패닉 인구에 있다. 미국 통계국에 따르면 2004년 기준으로 히스패닉은 미국 전체 인구 2억 9370만 명의 14%인 4130만 명이었다. 로마 가톨릭 신자가 대부분인 히스패닉은 낙태를 살인으로 이해하여 반대하는 로마 가톨릭의 교의에 따라 피임과 낙태를 꺼리기 때문에 출산율도 높다. 2030년에는 히스패닉 인구가 미국 인구 3억 6400만 명의 20%인 7200만 명에 이를 것이라는 전망이다. 히스패닉은 미국에서 ‘인구혁명’을 주도하고 있다고 해도 과언이 아니다.
하지만 많은 히스패닉들은 3D 직종에서 일한다. 이는 당장 미국 사회가 필요로 하는 분야들로, 특히 뉴멕시코(히스패닉 비율 42.1%) 캘리포니아(32.4%) 텍사스(32%) 애리조나(25.3%) 네바다(19.7%) 등은 이들이 없으면 경제가 제대로 돌아가지 않을 정도로 비중이 커졌다.
히스패닉 비중이 커지면서 기업들도 이제 소비자로서 히스패닉에 주목하고 있다. 2003년 기준으로 히스패닉의 중간 소득은 연 3만 3103달러로 미국 전체 평균인 4만 3318달러에 비하면 낮은 편이다.
그러나 마케팅 전문가들이 주목하는 부분은 히스패닉의 연령 분포와 소비 성향이다. 히스패닉은 중간 연령이 27세로 미국 전체 평균 35세에 비해 8세나 어리다. 이는 소비 성향이 높다는 것을 의미한다. 또 히스패닉은 세전(稅前) 소득의 93%를 소비한다. 미국 전체 기준은 82%로 미국보다 11%포인트나 높다.
2004년 기준으로 히스패닉의 구매력은 한국의 국내총생산(GDP)보다도 많은 7000억 달러로 추산되었다. 2010년에는 히스패닉의 구매력이 1조 달러까지 증가해 미국 전체 구매력의 10%를 차지할 것으로 전망된다.
히스패닉이 소비의 대부분을 차지하는 회사들은 광고를 스페인어로 제작해 방송하고 있다.
이처럼 히스패닉 파워가 커지다 보니 스페인어를 배우는 미국인도 늘어나고 있다. 미국에서 스페인어는 이미 공항이나 지하철 등에 반드시 영어와 병기되는 ‘제2국어’로 통용될 정도다.
미국은 9월은 히스패닉 문화 유산의 달(Hispanic Heritage Month)로 지정했다. 지금 미국에는 멕시코를 포함해 많은 중남미 출신 이민자들이 살고 있는데 이들 이민자 들은 멕시코를 비롯해 코스타리카, 엘살바도르, 과테말라, 온두라스, 니카라과 등 그 출신이 매우 다양하다. 그런데 이들 중 많은 나라들의 독립 기념일이 9월(멕시코: 16일, 칠레: 18일, 코스타리카, 엘살바도르, 과테말라, 온두라스, 니카라과: 15일) 에 겹쳐진 까닭으로 로스앤젤레스를 비롯한 많은 도시들이 9월을 히스패닉 문화 유산의 달로 제정하여 그들의 문화를 배우고 새겨보는 기회를 갖고 있다.

## 같이 보기
- 라티노
- 메스티소
- 라틴 아메리카인